# Monte Zoncolan

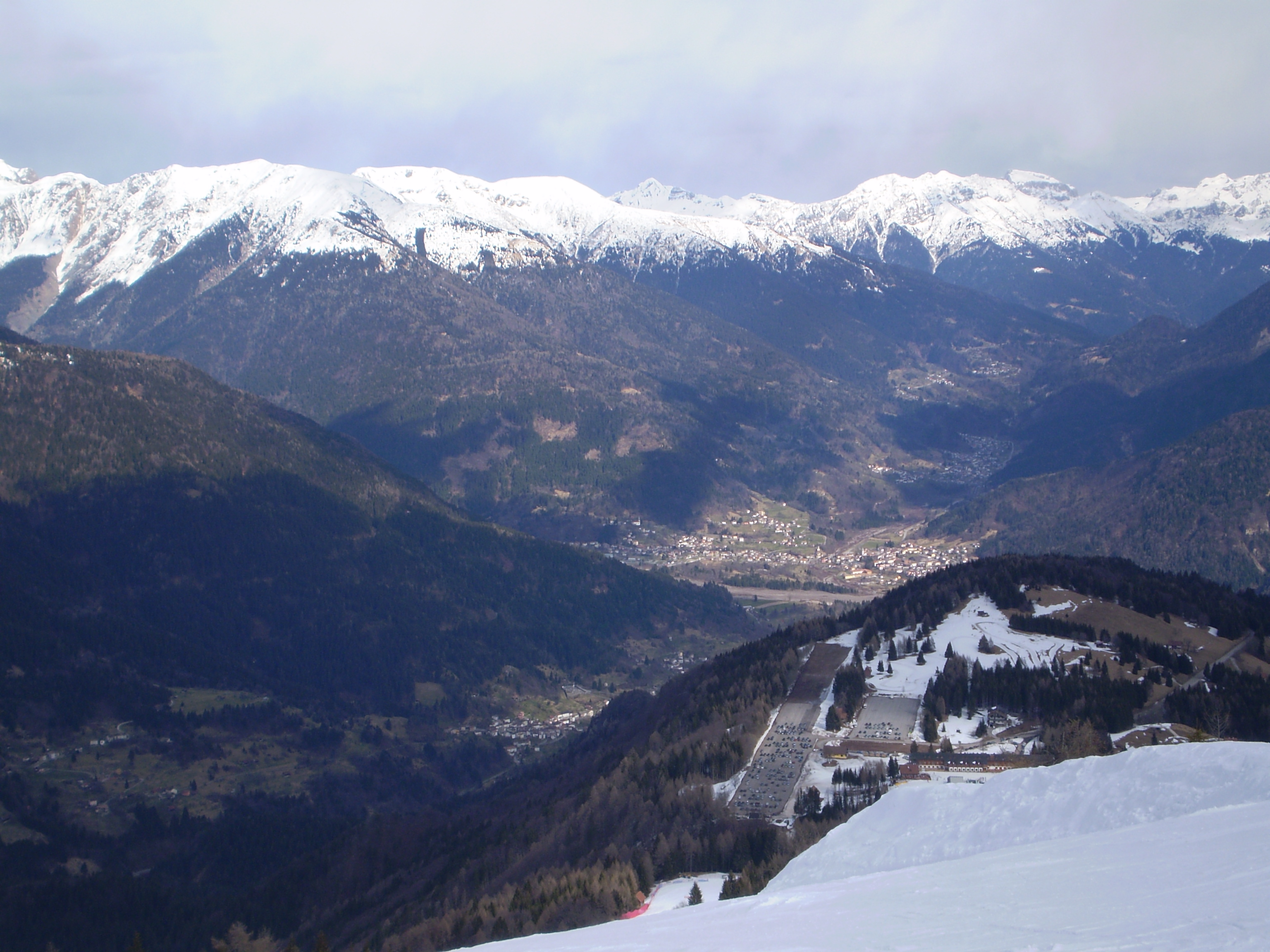
Vista do topo do Monte Zoncolan

Monte Zoncolan é um montanha localizada na região de Cárnia, na Itália. O seu ponto mais alto tem 1750 m.

## Ligação externa
- Fotos, informações e altimetria (em castelhano)